# Robert Fournier-Sarlovèze
Mortimer Henri Robert Fournier-Sarlovèze (* 14. Januar 1869 in Paris; † 18. Juli 1937 in Compiègne) war französischer Polospieler und Politiker.
Robert Fournier-Sarlovèze besuchte bis 1892 die Militärschule Saint-Cyr. Er gewann bei den Olympischen Sommerspielen 1900 in Paris mit dem Bagatelle Polo Club de Paris die Bronzemedaille im Poloturnier. Seine Frau Madeleine Fournier-Sarlovèze nahm als Golfspielerin ebenfalls an den Olympischen Sommerspielen 1900 teil.
Vier Jahre später wurde er Bürgermeister von Compiègne und hatte dieses Amt bis 1935 inne. 1910 wurde er zudem in den Départementrat von Oise gewählt. 1914 verlor er zwar sein Mandat, konnte dieses jedoch 1919 zurückgewinnen. Er schloss sich der Fédération républicaine an und wurde 1924 und 1928 erneut gewählt.